# Narciso Campero

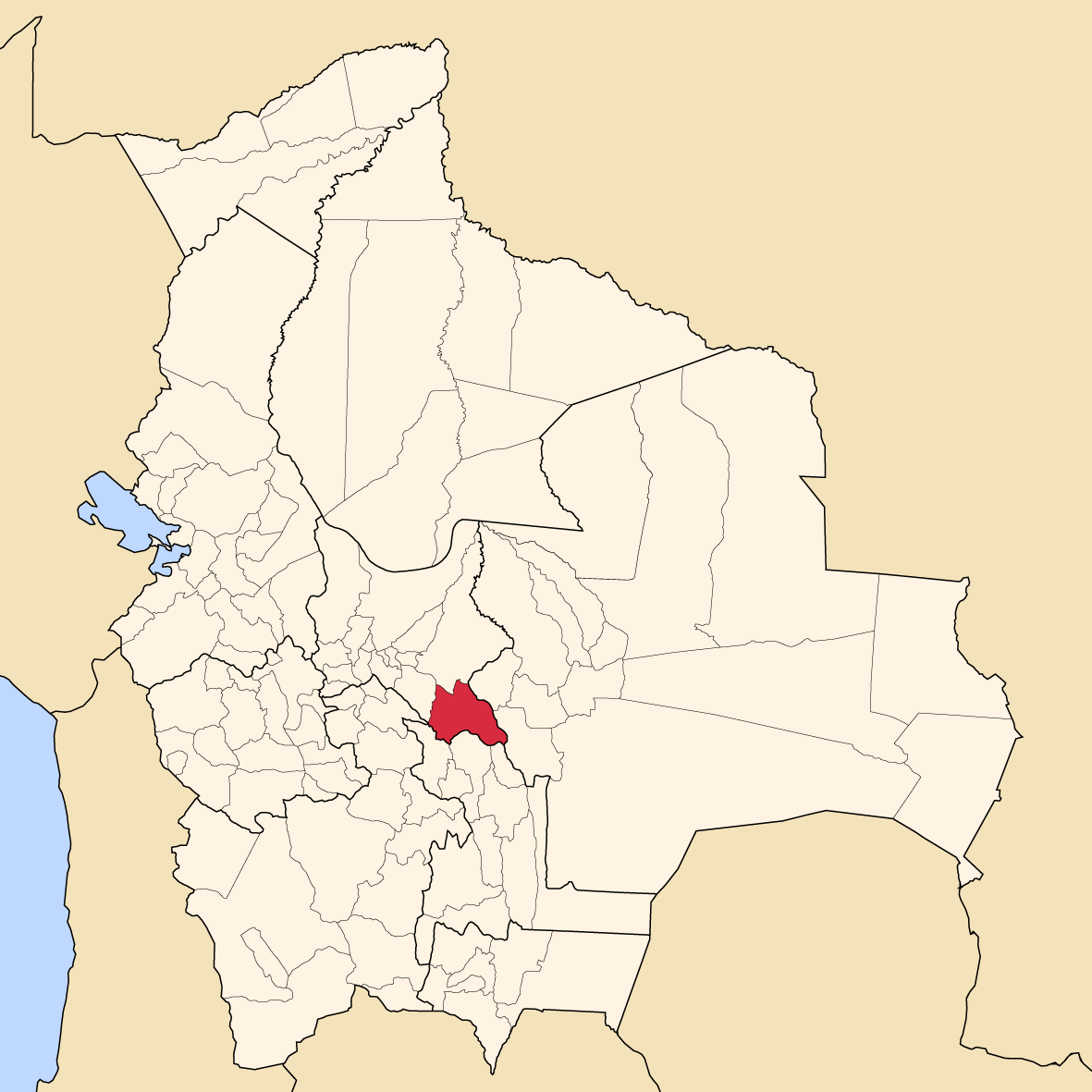
Provinsens läge i Bolivia

Narciso Campero är en provins i departementet Cochabamba i Bolivia. Den administrativa huvudorten är Aiquile.